# Bulanık
Bulanık (kurdisch Kop, von armenisch kop – „Mineral“) ist eine Stadt und Hauptort des gleichnamigen Landkreis (İlçe) in der ostanatolischen Provinz Muş. Bulanık liegt im Osten der Provinz etwa 75 km Luftlinie und 100 Straßenkilometer nordöstlich der Provinzhauptstadt Muş. Der Ort erhielt 1929 den Status einer Gemeinde (Belediye) und wird zum Teil von Karapapaken bewohnt.

## Geografie

### Lage
Der Landkreis grenzt im Südwesten an den Kreis Korkut, im Westen an den zentralen Landkreis (Merkez) Muş und den Kreis Varto, im Norden an die Provinz Erzurum, im Osten an den Kreis Malazgirt und im Süden an die Provinz Bitlis. Der Landkreis werden im Norden von der Fernstraße D280 durchquert, die auch Bulanık mit Muş verbindet. Die Bevölkerungsdichte des zweitbevölkerungsreichsten Kreises (41,4) liegt etwas unter dem Provinzwert von 47,5 Einw. je km².

## Verwaltung
Bulanık ist seit 1927 ein Landkreis. Von 1884 bis 1927 war Bulanık Teil des Vilâyets Bitlis. Zu ersten Volkszählung (1927) hatte der Kreis (bzw. Kaza als Vorgänger) eine Einwohnerschaft von 6001 Einwohnern (in 66 Dörfern auf 1270 km² Fläche), der Verwaltungssitz hatte 780 Einwohner. Die im Stadtlogo manifestierte Jahreszahl (1929) dürfte ein Hinweis auf das Jahr der Erhebung zur Stadtgemeinde (Belediye) sein.

### Gemeinden
Der zweitgrößte Landkreis der Provinz besteht neben der Kreisstadt (2020: 36,6 % der Kreisbevölkerung) noch aus weiteren sechs Gemeinden (Belediye):
- Erentepe (4100)
- Elmakaya (2617)
- Rüstemgedik (2615)
- Uzgörür (2256)
- Yoncalı (2055)
- Sarıpınar (2002 Einw.)

Drei Gemeinden (Karaağıl, Mollakent und Yemişen) verloren den Status als Belediye und sind seit 2013 wieder Dörfer.

### Dörfer
Im Kreis existieren außerdem noch 56 Dörfer (Köy) mit durchschnittlich 634 Bewohnern.
14 Dörfer haben über 1000 Einwohner:
- Kırkgöze (2496)
- Balotu (1917)
- Karaağıl (1531)
- Örenkent (1428)
- Yokuşbaşı (1337)
- Esenlik (1271)
- Yemişen (1257)
- Adıvar (1229)
- Mollakent (1204)
- Yazbaşı (1102)
- Demirkapı (1055)
- Gölyanı (1029)
- Oğlakkaya (1022 Einw.)

## Politik
Bei den Kommunalwahlen 2014 wurden Figen Yaşar und Rahmi Çelik zu Co-Bürgermeistern gewählt. Celik wurde am 11. Februar 2016 verhaftet und Yasar am 23. April 2016. Im September 2016 wurden Yaşar und Çelik durch eine Gesetzesverordnung wegen Unterstützung einer terroristischen Organisation durch den von der Regierung in Ankara nominierten Zwangsverwalter Ömer Şahin ersetzt.